# Antoine Artous
Antoine Artous (1946) és doctor en ciències polítiques i membre de la redacció de la revista "Contretemps". Es defineix com a "marxista crític" i és coeditor de la col·lecció "Mille marxisme" de Syllepse. Va ser militant de la Ligue communiste, i després de la seva prohibició, de la Ligue communiste révolutionnaire.

## Temes de treball
A més d'articles més directament polítics, un dels seus temes de recerca és l'estat, la democràcia i la ciutadania, amb un retorn crític a la tradició marxista.
A més dels textos de Marx, ha comentat autors com Nikos Poulantzas, incloent el seu llibre "L'Estat el poder i el socialisme", o Étienne Balibar, i la seva anàlisi sobre la ciutadania i la "egaliberté". També ha treballat en les teories sobre el valor i el fetitxisme en Marx, a més d'un treball sobre els textos de Marx, un prefaci a una nova edició dels assajos de Marx sobre la teoria del valor (Syllepse 2009), una discussió crítica de les anàlisis de Moische Postone a Travail et domination sociale (2003), o els intercanvis amb Jean-Marie Harribey sobre el seu llibre La richesse, la valeur et l'inestimable (2013). Finalment, ha fet un retorn crític a la tradició de l'anàlisi marxista al voltant del tema del capitalisme i l'opressió de les dones.

## Obres
- Marx, el Estado y la política, Sylone, Barcelona, 2016 ISBN 978-84-942981-6-5.
- Nature et forme de l'État capitaliste (collectif), Syllepse Paris 2015
- Los orígenes de la opresión de la mujer, Fontamara, Barcelona, 1982 ISBN 9788473670616.
- Marx, l'État et la politique, Éditions Syllepse, 1999, ISBN 978-2907993715
- Travail et émancipation sociale, Éditions Syllepse, 2003, ISBN 978-2847970418[5] · [6]
- Nouveaux défis pour la gauche radicale, Émancipation et individualisation, avec Olivier Besancenot et Philippe Corcuff, Le Bord de l'Eau, 2004, ISBN 978-2915651010
- Le fétichisme chez Marx, Éditions Syllepse, 2006 ISBN 978-2849500729, ISSN 1968-3960 (pages 119-124)[7]
- La France des années 1968, Éditions Syllepse, 2008, ISBN 978-2849501566
- Citoyenneté, démocratie, émancipation. Marx, Lefort, Balibar, Rancière, Rosanvallon, Negri…, Éditions Syllepse, février 2010, ISBN 978-2849502501
- (alemany) « Marx und der Fetischismus », in Fetisch alrs heuristsche katégorie, ISBN 978-3-8376-1584-5[8]
- "L'actualité de la théorie de la valeur de Marx. À propos de Moishe Postone, Temps, travail et domination sociale", in Marx politique, Jean-Numa Ducange et Isabelle Garo (sous la direction de). La Dispute, Paris, 2015[9]

## Llocs externs
- Bob Jessop. A propósito de Marx, el estado y la política. Vientosur
- Facundo Nahuel Martín y Martín Mosquera. Repensar la teoría marxista del Estado: la obra de Antoine Artous. Vientosur.
- Guillaume Collinet. Antoine Artous, El fetichismo en Marx, el marxismo como teoria crítica